# Daumesnil (métro de Paris)
Pour les articles homonymes, voir Daumesnil.
Daumesnil est une station des lignes 6 et 8 du métro de Paris, située dans le 12e arrondissement de Paris.

## Situation
La station est implantée sous la place Félix-Éboué, dans le quartier de Picpus, les quais étant établis :
- sur la ligne 6, à l'est de la place selon l'axe est-ouest du boulevard de Reuilly (entre les stations Dugommier et Bel-Air, cette dernière étant aérienne) ;
- sur la ligne 8, au nord-ouest de la place selon un axe nord-ouest/sud-est, au débouché de la rue de Reuilly (entre Montgallet et Michel Bizot).

Le tunnel de la ligne 6 franchit celui de la ligne 8 par le dessus. Un raccordement de service se détache de la voie en direction de Charles de Gaulle - Étoile de la ligne 6, en pointe en amont de la station, pour se raccorder en talon sur la voie en direction de Balard de la ligne 8, en aval de la station.

## Histoire
La station est ouverte le 1er mars 1909 avec la mise en service du premier tronçon de la ligne 6, entre Place d'Italie et son terminus oriental actuel de Nation.
Elle doit son nom à son implantation sous l'ancienne place Daumesnil telle que celle-ci est alors dénommée, ainsi qu'à sa situation au croisement de l'avenue Daumesnil, ces deux voies rendant hommage au baron et général d'empire Pierre Daumesnil (1776-1832).
Le 5 mai 1931, le point d'arrêt de la ligne 8 est ouvert à son tour avec l'inauguration de son troisième prolongement, depuis Richelieu - Drouot jusqu'à Porte de Charenton.
La station porte comme sous-titre Félix Éboué à la suite du changement de nom de la place Daumesnil, renommée le 8 juin 1946 en hommage à Félix Éboué (1884-1944), administrateur colonial, résistant de la première heure durant la Seconde Guerre mondiale et homme politique français.
Une correspondance par la voie publique était possible avec l'ancienne gare de Reuilly, sur la ligne de Paris-Bastille à Marles-en-Brie, dite ligne de Vincennes, jusqu'à la fermeture de la section entre la gare de la Bastille et la gare de Saint-Mandé le 14 décembre 1969, lors de la création du Métro régional (embryon de l'actuelle ligne A du RER) qui aboutissait alors à la nouvelle gare de Nation. La gare de Reuilly était également accessible depuis la station Dugommier (ligne 6), toujours par la voirie.
Comme un tiers des stations du réseau entre 1974 et 1984, les quais des deux lignes font l'objet d'une modernisation par l'adoption du style décoratif « Andreu-Motte », de couleur rouge sur la ligne 6 et bleu pour la ligne 8, avec le maintien du traditionnel carrelage blanc biseauté dans les deux cas. Les quais de la ligne 8 perdent cependant la céramique incorporant le nom de la station sur les piédroits, typique du style d'entre-deux-guerres de l'ex-CMP, au profit de simples plaques nominatives.
Dans le cadre du programme « Un métro + beau » de la RATP, les couloirs de la station et la salle de distribution des titres de transport sont rénovés à leur tour le 29 juin 2014.
En janvier 2021, les banquettes maçonnées caractéristiques du style « Motte » sont retirées des quais de la ligne 6, de même que les sièges dont elles étaient surmontées jusqu'alors, remplacés par des modèles contemporains « Akiko » de couleur bordeaux pour s'harmoniser avec la teinte rouge des rampes lumineuses et du carrelage plat subsistant aux débouchés des couloirs.
Le 1er avril 2024, la moitié des plaques nominatives sur les quais de la ligne 8 sont remplacées par la RATP pour faire un poisson d'avril le temps d'une journée, tout en mettant les Jeux olympiques et paralympiques d'été de 2024 à l'honneur, comme dans treize autres stations sur le réseau. Par jeu de mots humoristique, Daumesnil devient ainsi « Taekwon Daumesnil » et « Para Taekwon Daumesnil » en référence aux épreuves de taekwondo et de para-taekwondo.

### Fréquentation
Selon les estimations de la RATP, la station a vu entrer 4 954 004 voyageurs en 2019, ce qui la place à la 86e position des stations de métro pour sa fréquentation. En 2020, avec la crise du Covid-19, son trafic annuel tombe à 2 723 508 voyageurs, ce qui la classe alors au 63e rang, avant de remonter progressivement en 2021 avec 3 634 023 entrants comptabilisés, la reléguant toutefois à la 70e position des stations du réseau pour sa fréquentation cette année-là.

## Services aux voyageurs

### Accès
La station dispose de quatre accès :
- l'accès no 1 « Place Félix-Éboué », constitué d'un escalier fixe doublé d'un escalier mécanique montant, orné d'un d'une balustrade et d'un candélabre dans le style Dervaux des années 1930, débouchant au sud de la place précitée au droit du no 6 ;
- l'accès no 2 « Rue Claude-Decaen », constitué d'un escalier fixe également agrémenté d'un mât et d'un entourage Dervaux, se trouvant au sud-est de la place face au no 100 de la rue Claude-Decaen ;
- l'accès no 3 « Avenue Daumesnil », constitué d'un escalier fixe doublé d'un escalier mécanique montant, décorés d'un édicule Guimard et d'un totem Dervaux, se situant à l'angle formé par le boulevard de Reuilly et l'avenue Daumesnil face au no 199 de cette dernière ;
- l'accès no 4 « Rue de Reuilly », constitué d'un escalier fixe doté d'une balustrade Dervaux, débouchant au droit du no 118 de cette rue.

L'édicule Guimard agrémentant l'accès no 3 fait l'objet d'une inscription au titre des monuments historiques par l'arrêté du 29 mai 1978, protection renouvelée le 12 février 2016.

Accès à la station
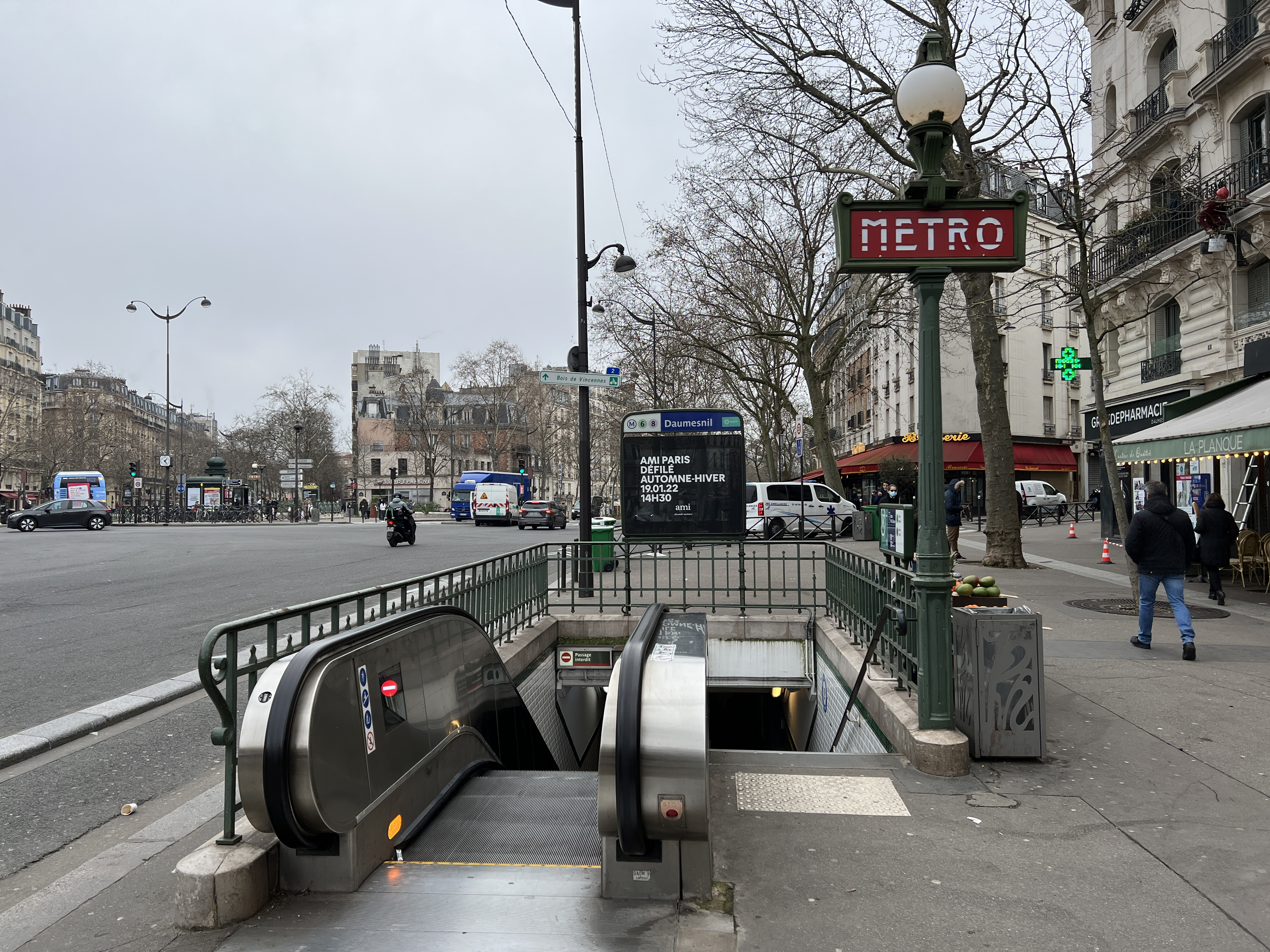
L'accès no 1, « Place Félix-Éboué ».
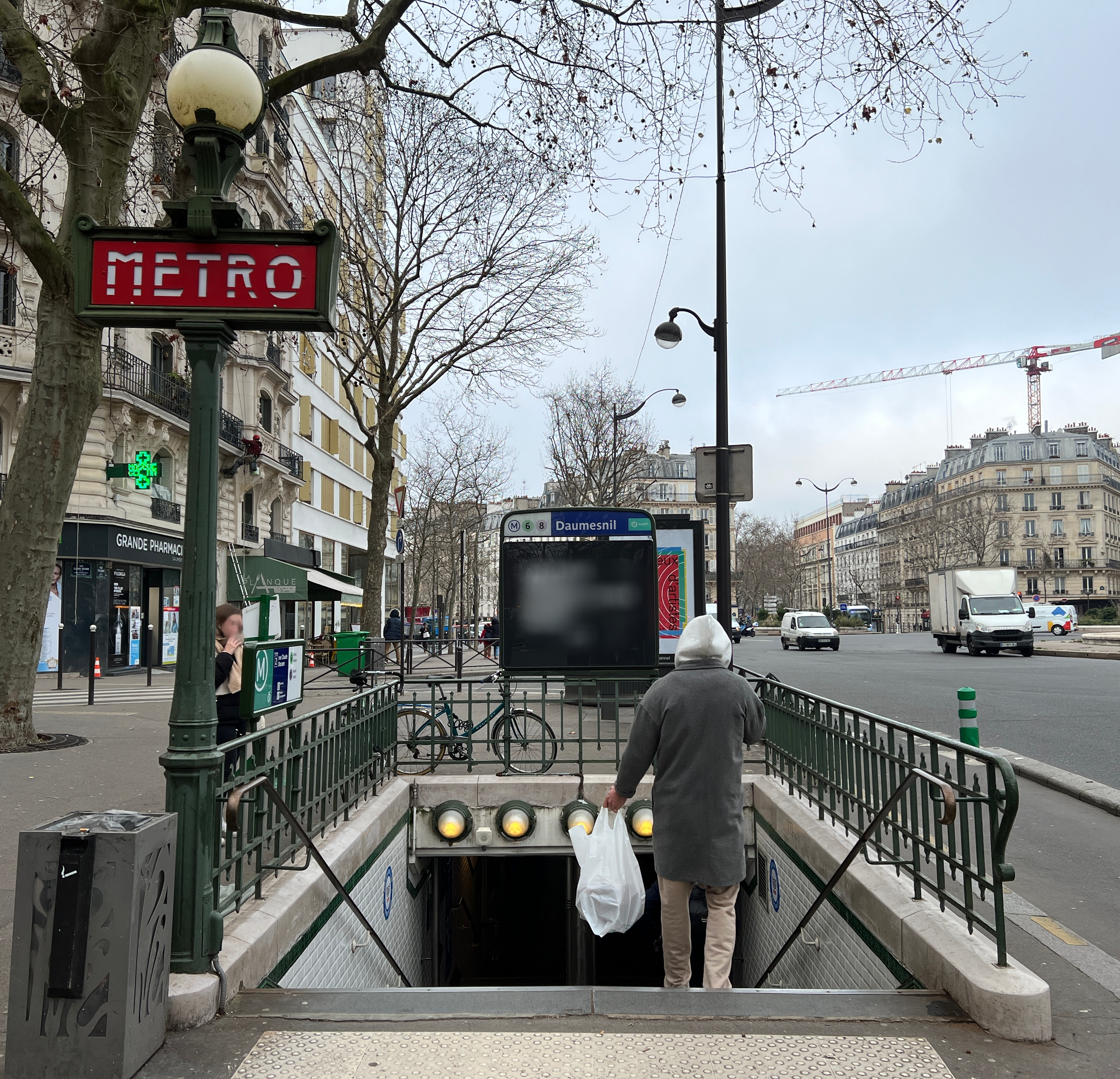
L'accès no 2, « Rue Claude-Decaen ».
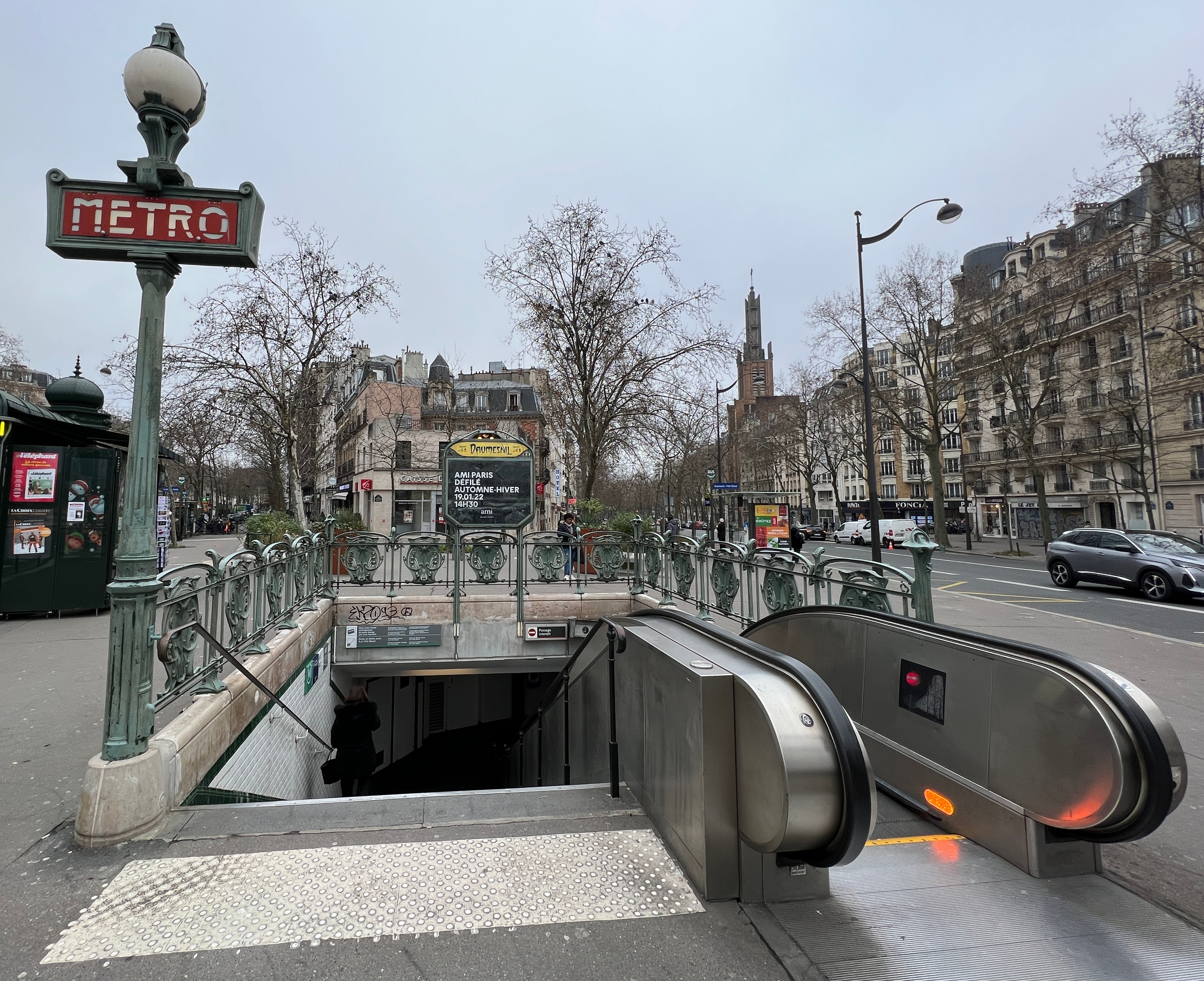
L'accès no 3, « Avenue Daumesnil ».
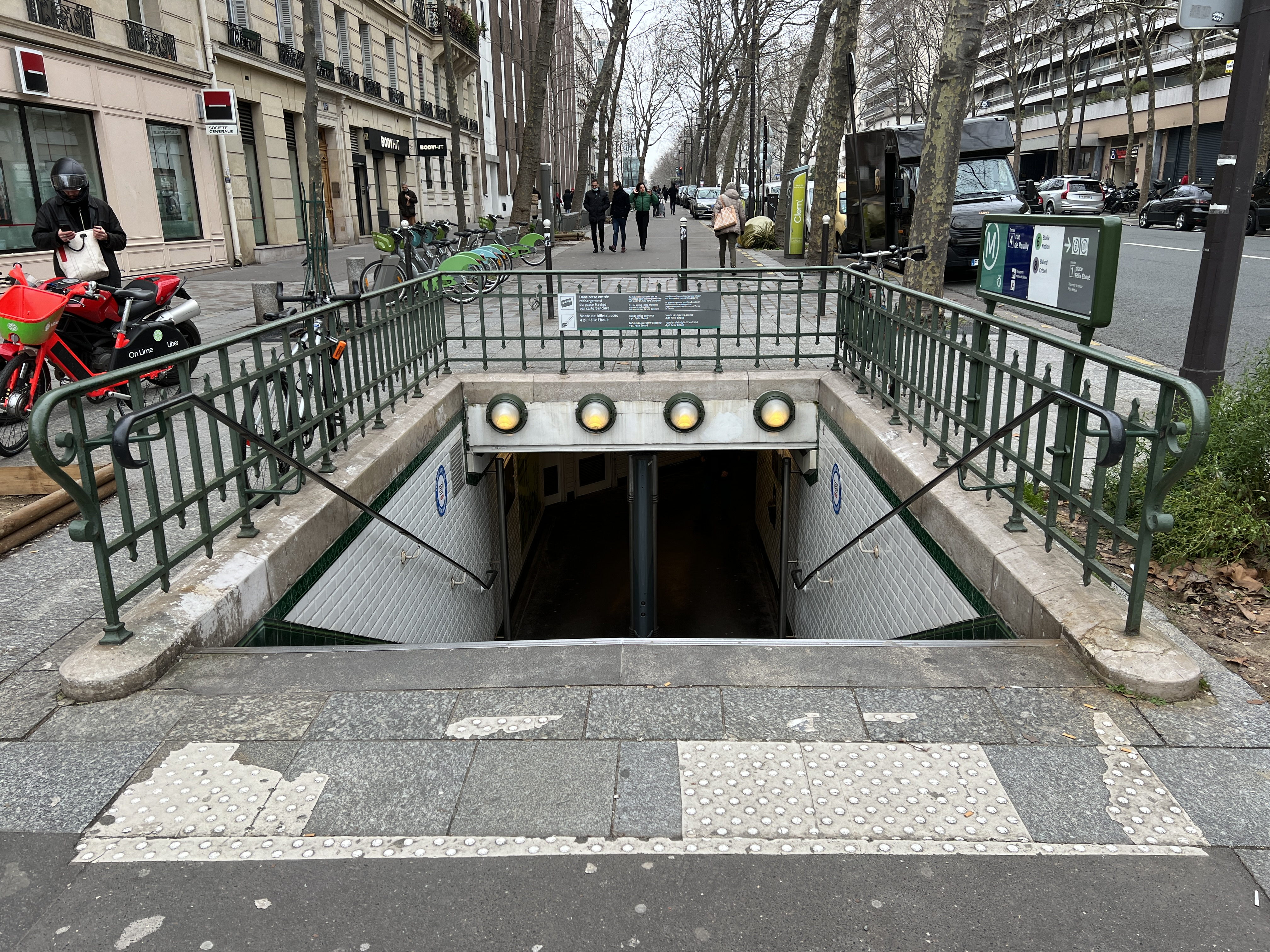
L'accès no 4, « Rue de Reuilly ».

### Quais
Les quais des deux lignes sont de configuration standard pour le métro de Paris : au nombre de deux par point d'arrêt, ils sont séparés par les voies du métro situées au centre et la voûte est elliptique. Ceux de la ligne 6 sont d'une longueur conventionnelle de 75 mètres, tandis que ceux de la ligne 8 mesurent 105 mètres de long.
Ils sont aménagés dans le style « Andreu-Motte » dans les deux cas : ceux de la ligne 6 possèdent deux rampes lumineuses rouges, des banquettes et débouchés des couloirs en carrelage plat de même teinte et des sièges « Akiko » de couleur rouge bordeaux (remplaçant des banquettes en carrelage rouge plat surmontées d'assises « Motte » rouges), tandis que ceux de la ligne 8 possèdent les mêmes composants en bleu ainsi que des sièges « Motte » bleus, les carreaux plats de couleur recouvrant les tympans en supplément. Cette décoration est mariée avec le carrelage blanc biseauté pour les deux lignes ; en revanche, celui-ci est appliqué aux piédroits et aux tympans sur la ligne 6, la voûte étant simplement peinte en blanc, tandis qu'il recouvre les piédroits et la voûte sur la ligne 8. En outre, le nom de la station, inscrit sur des plaques émaillées, est en police de caractères Parisine pour la ligne 6 et en lettres capitales pour la ligne 8. Les cadres publicitaires sont respectivement métalliques et en céramique de couleur miel à motifs végétaux, selon le style décoratif d'entre-deux-guerres de la CMP d'origine dans ce dernier cas.
Les quais de la ligne 8 sont parmi les rares à présenter encore le style « Andreu-Motte » dans son intégralité. Jusqu'en 2021, ce fut également le cas de ceux de la ligne 6, si l'on exclut les tympans (dont le traitement avec des carreaux plats de couleur n'était pas systématique), traités de façon classique en carreaux blancs biseautés, et la typographie Parisine des plaques nominatives.

Quais de la ligne 6
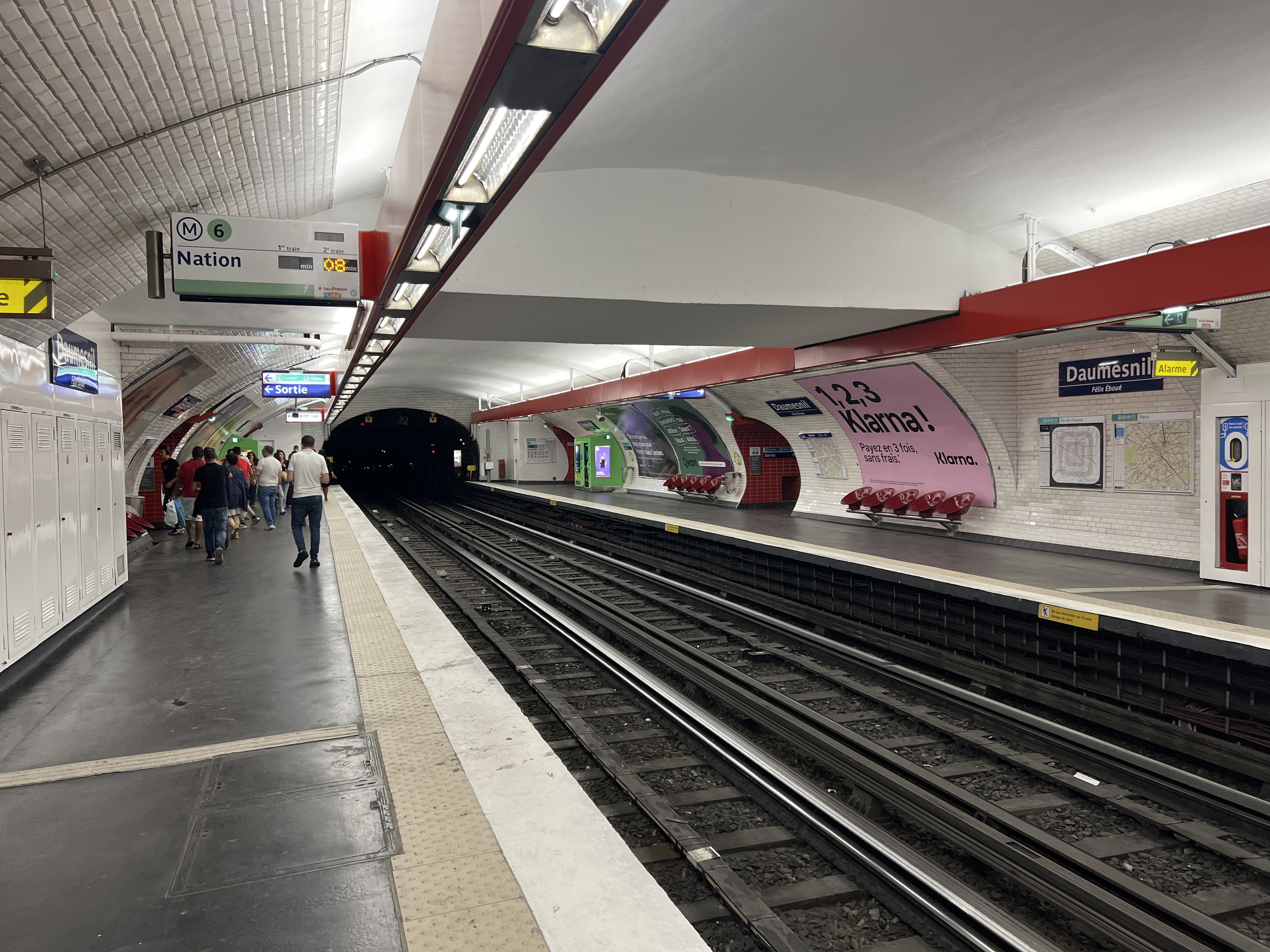
Les quais vus en direction de Charles de Gaulle - Étoile.
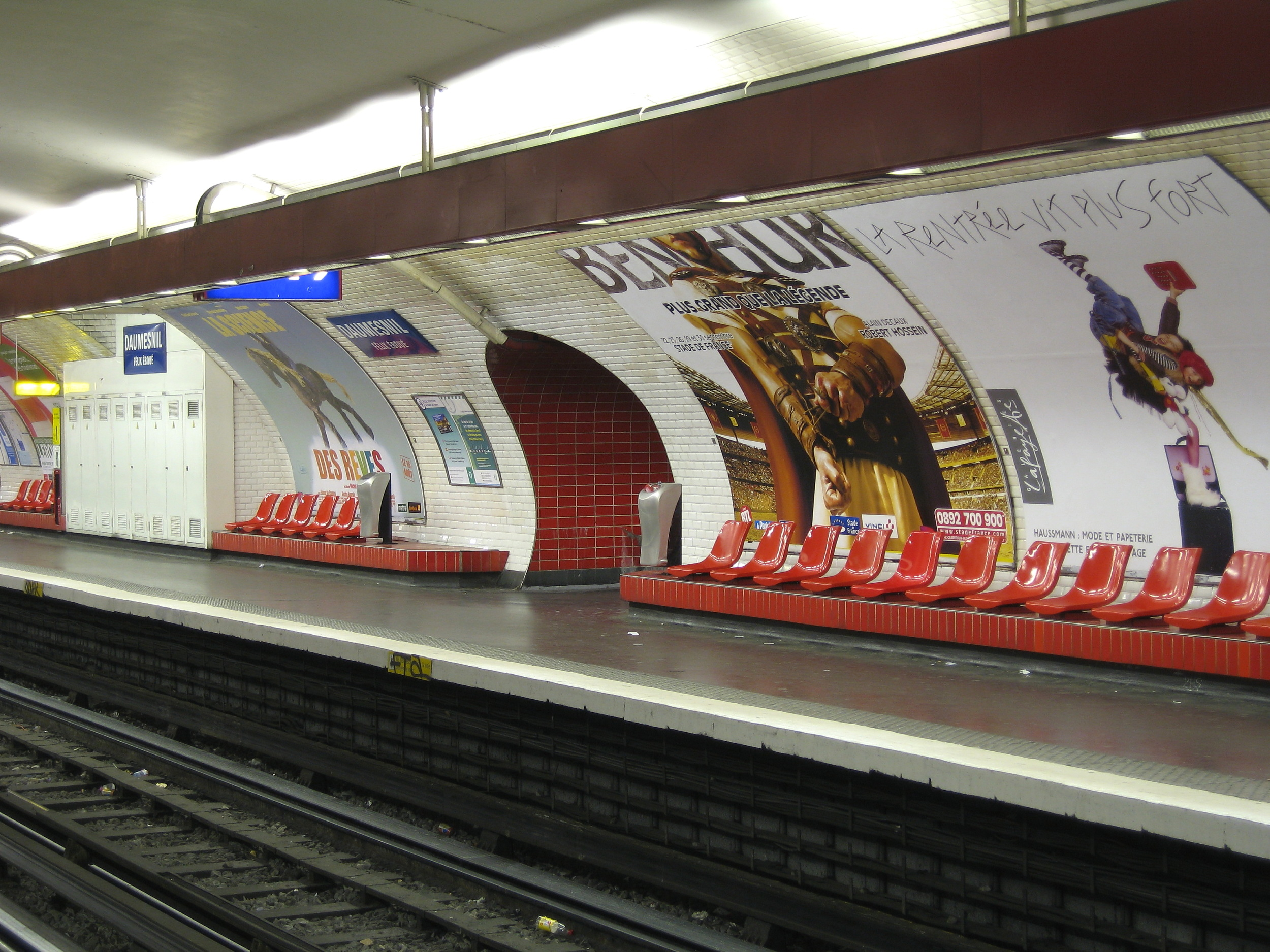
Les quais en 2006 avant le retrait des banquettes « Motte » carrelées en rouge.
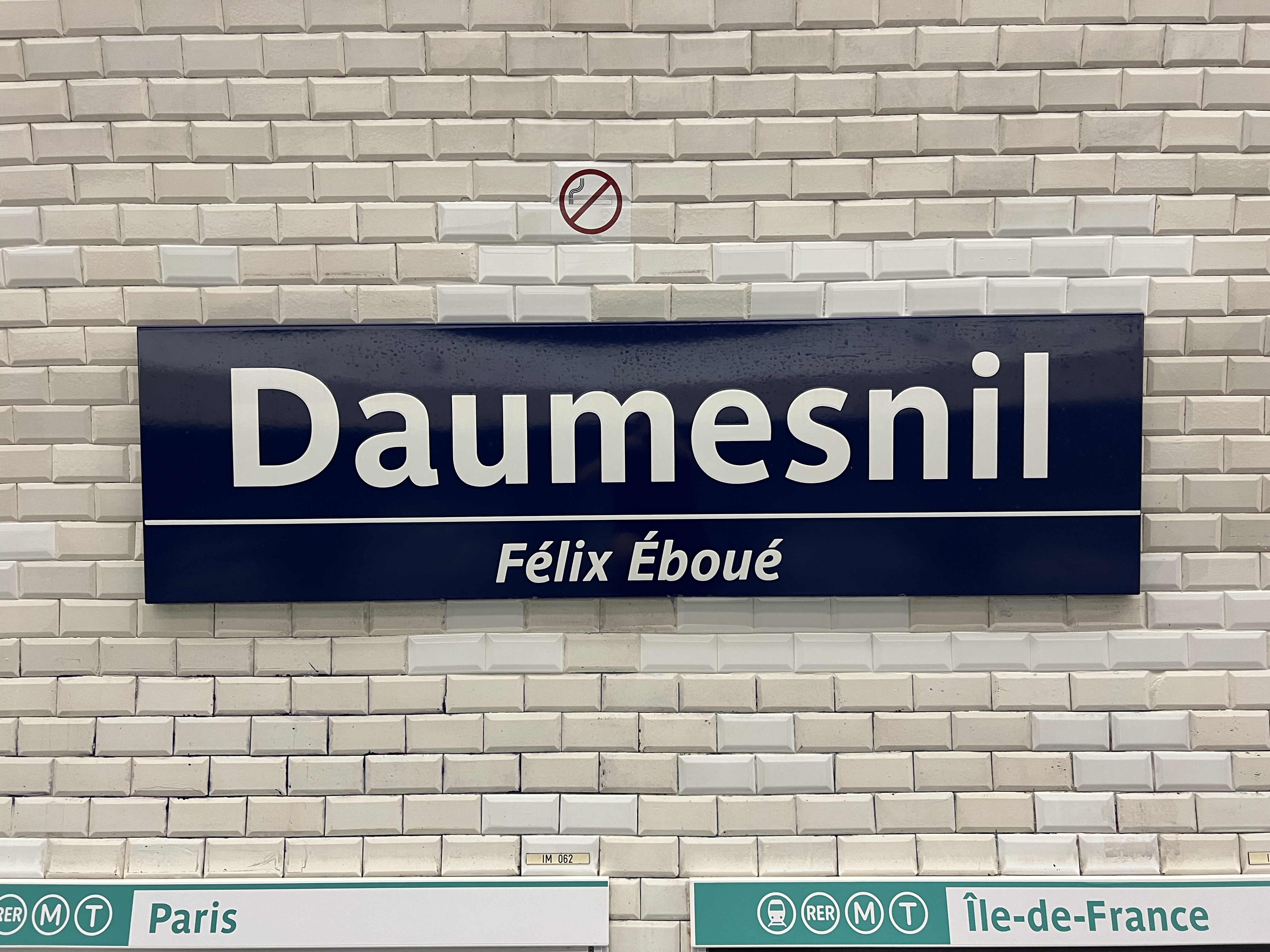
Plaque émaillée indiquant le nom de la station.

Quais de la ligne 8
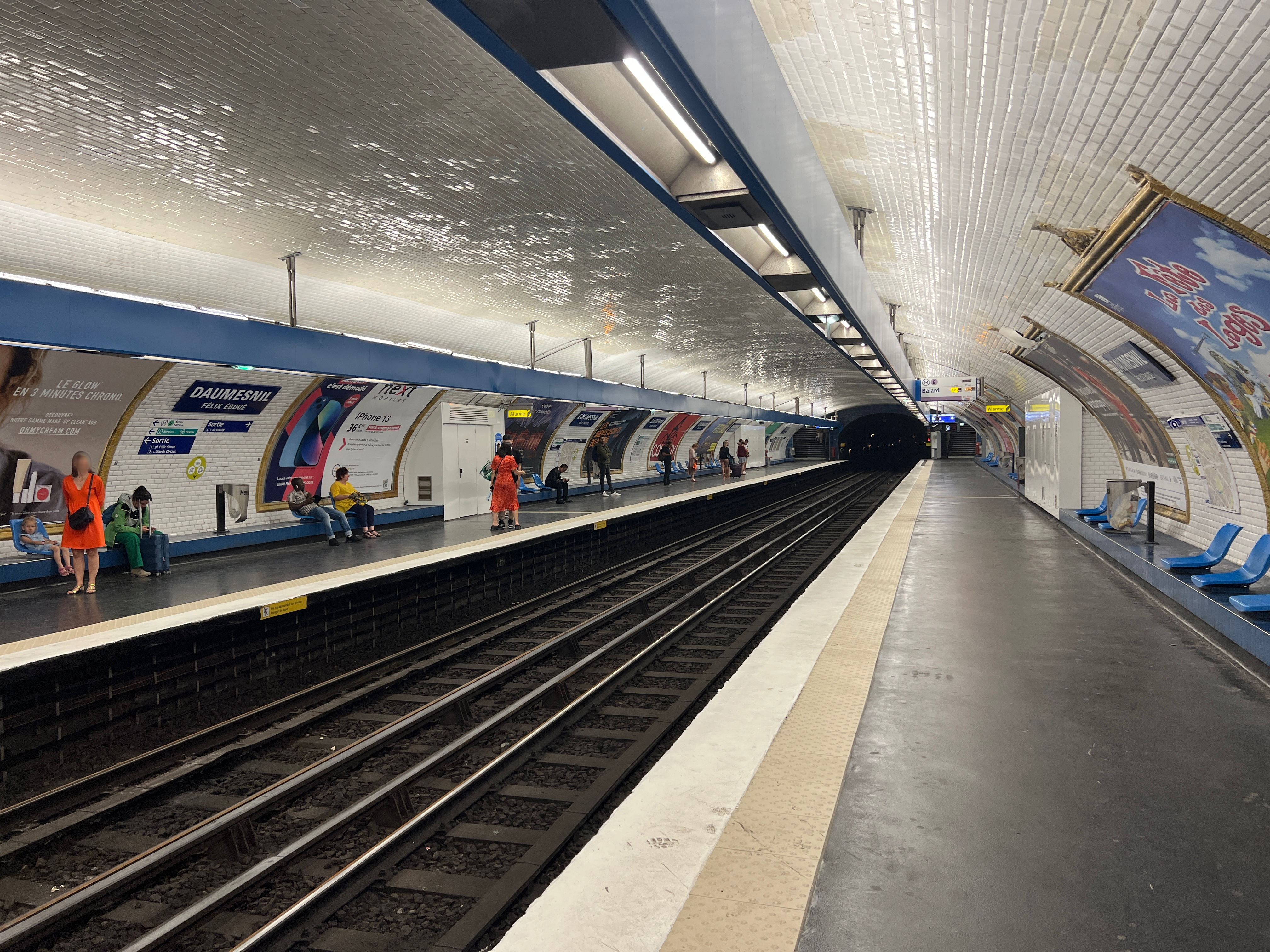
Vue des quais en direction de Balard.
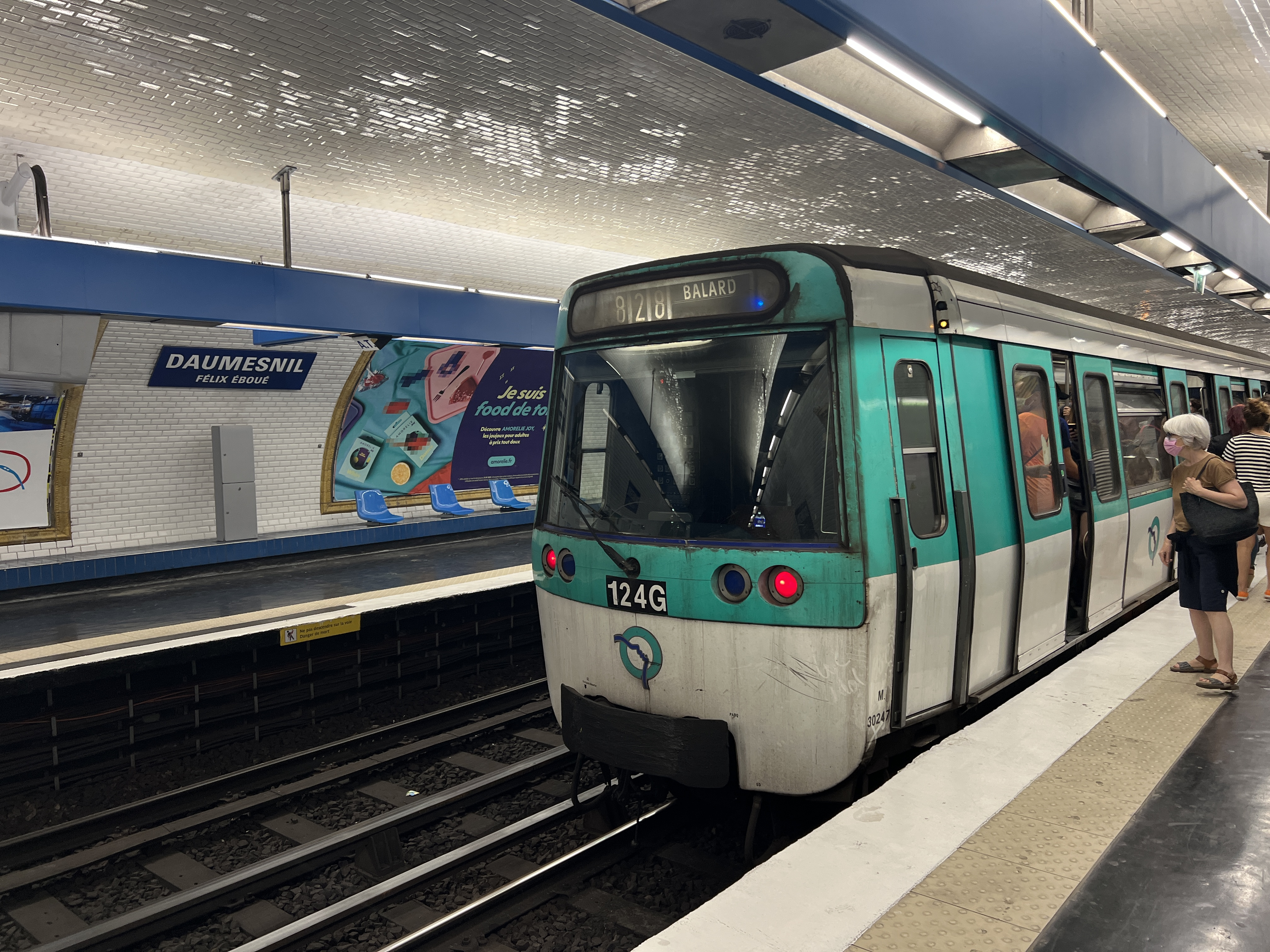
Rame MF 77 marquant l'arrêt en direction de Balard.
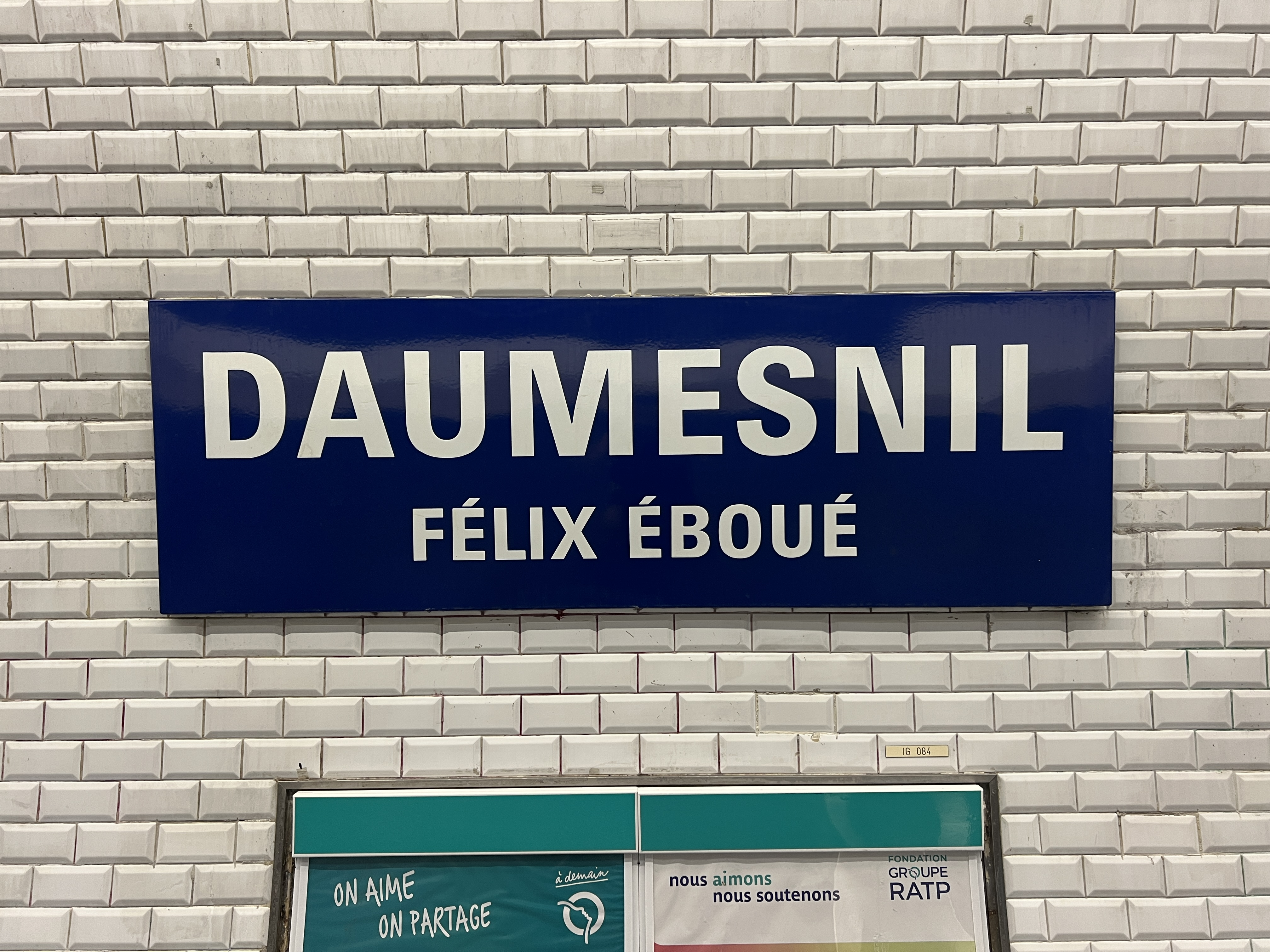
Plaque nominative de la station.

### Intermodalité
La station est desservie par les lignes 29, 46, 64 et 71 du réseau de bus RATP.

## À proximité
- Fontaine du Château d'eau (Gabriel Davioud)
- Église du Saint-Esprit
- Coulée verte René-Dumont
- Jardin de la Gare-de-Reuilly - Julien Lauprêtre
  - Ancienne gare de Reuilly